# America First Field
L'America First Field (anciennement Rio Tinto Stadium) est un stade de football (soccer) situé à Sandy dans la banlieue de Salt Lake City dans l'Utah.

## Histoire
Construit entre 2006 et 2008, ce stade, réservé au football et dans une moindre mesure au rugby à XV, est l'antre du Real Salt Lake.
Le stade porte le nom du groupe minier Rio Tinto de 2006 à 2022. Il portera ce nom durant 15 ans pour un montant compris entre $1.5 million et $2 million par an. Le 10 septembre 2022, le nouveau nom du stade est dévoilé, le Rio Tinto Stadium devient alors l'America First (en) Field.

## Événements
- Match des étoiles de la MLS, juillet 2009

## Galerie

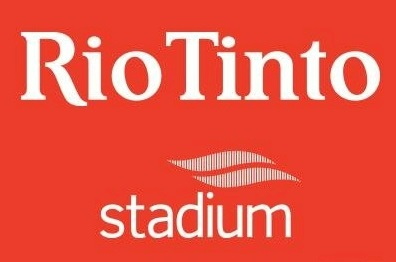
Ancien logo jusqu'en 2022.
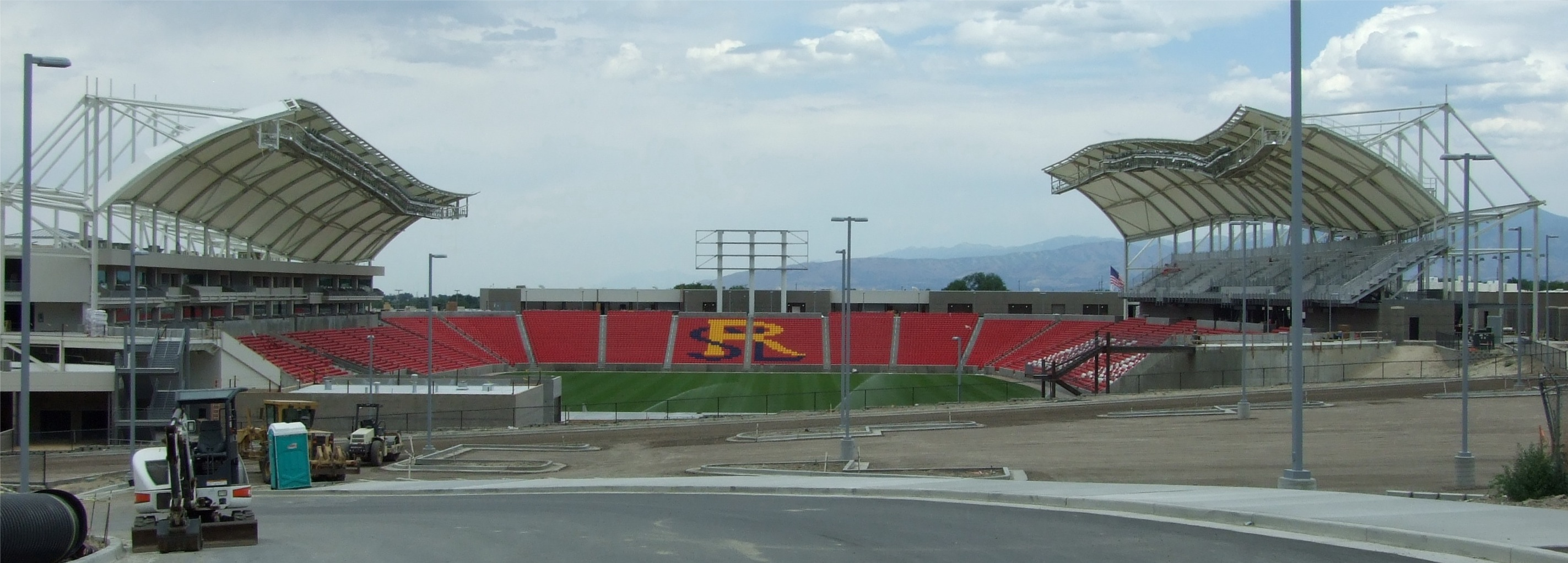
Vue extérieure du stade.
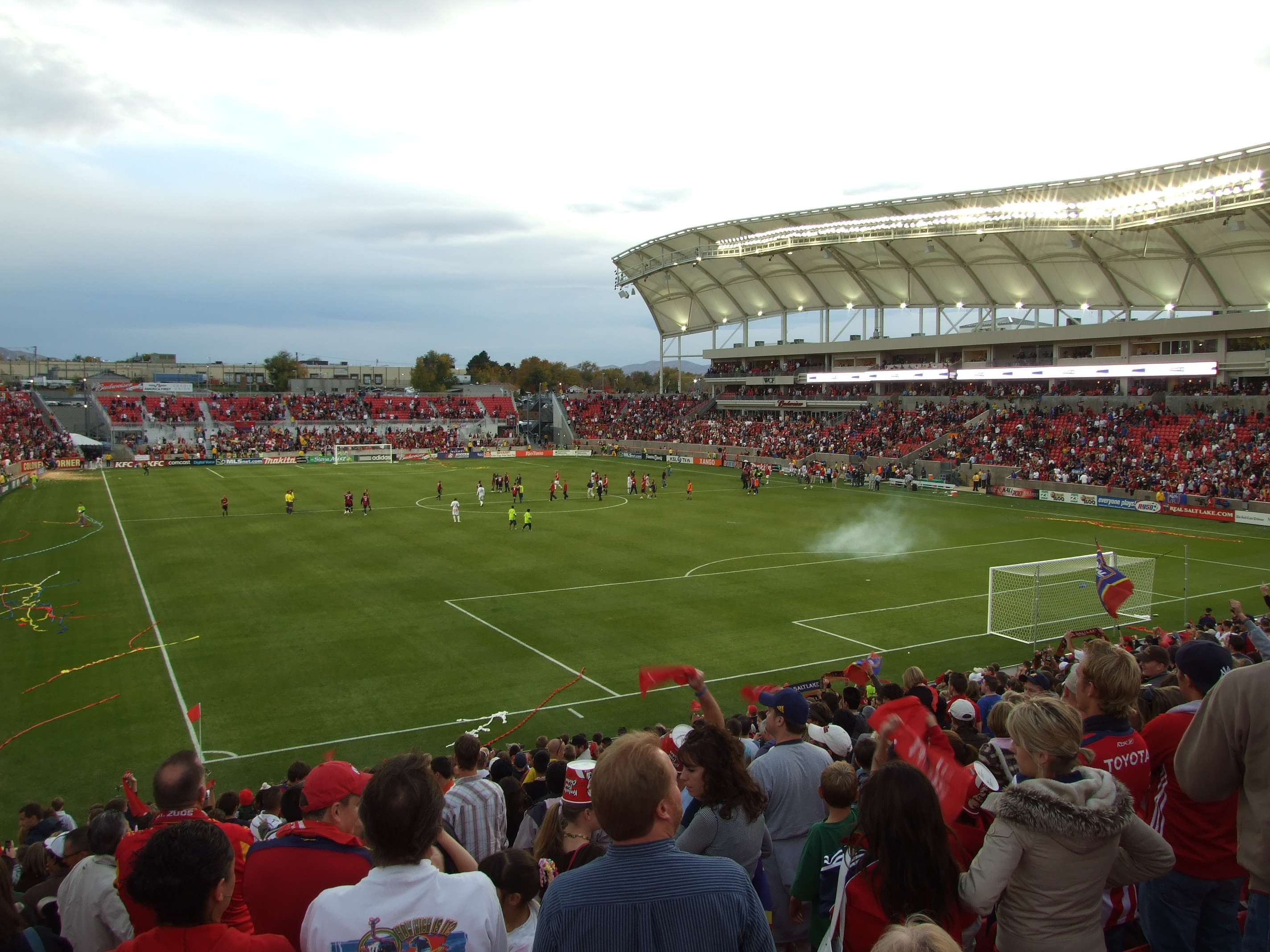
Vue des tribunes.
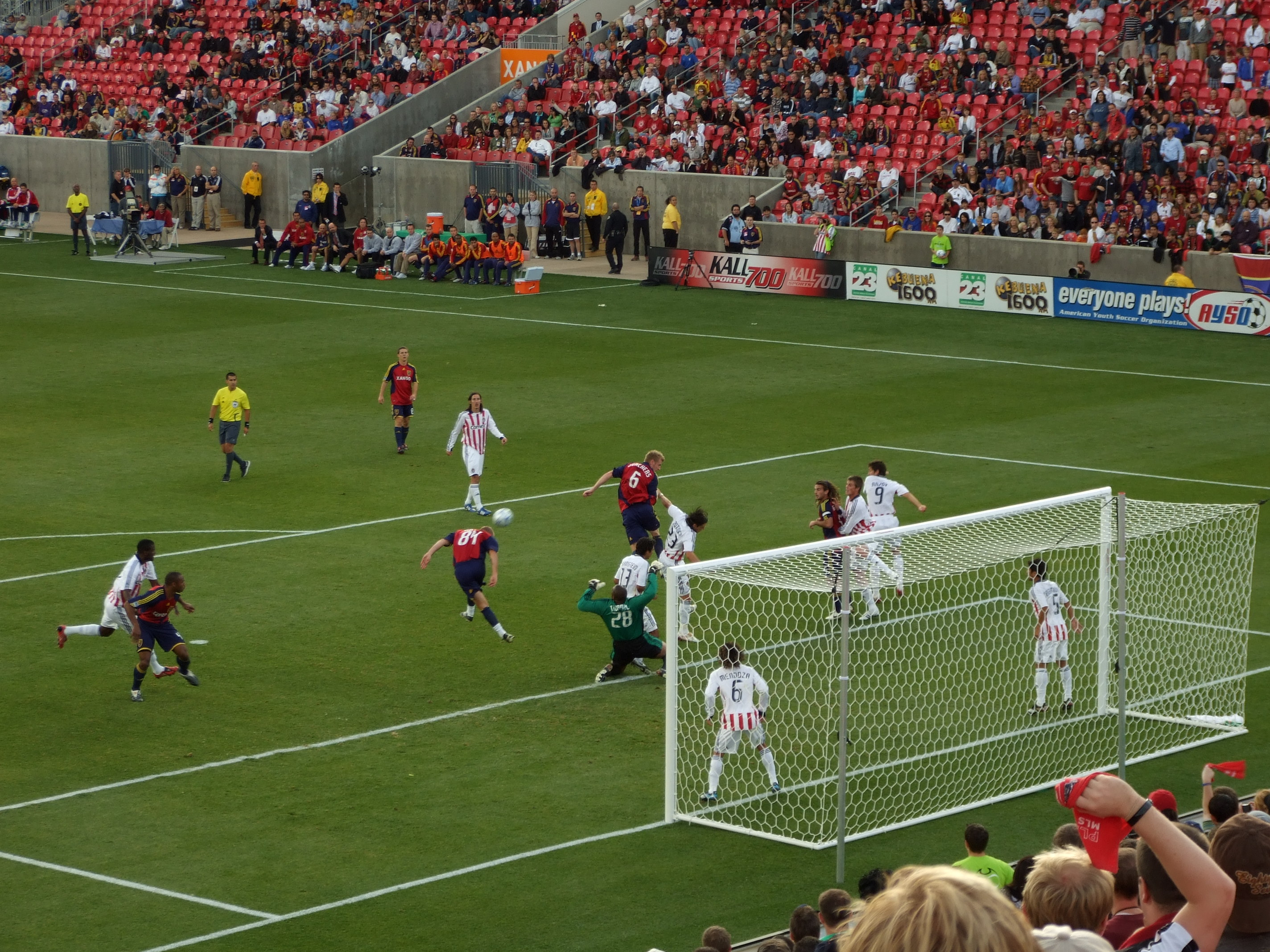
Action de jeu
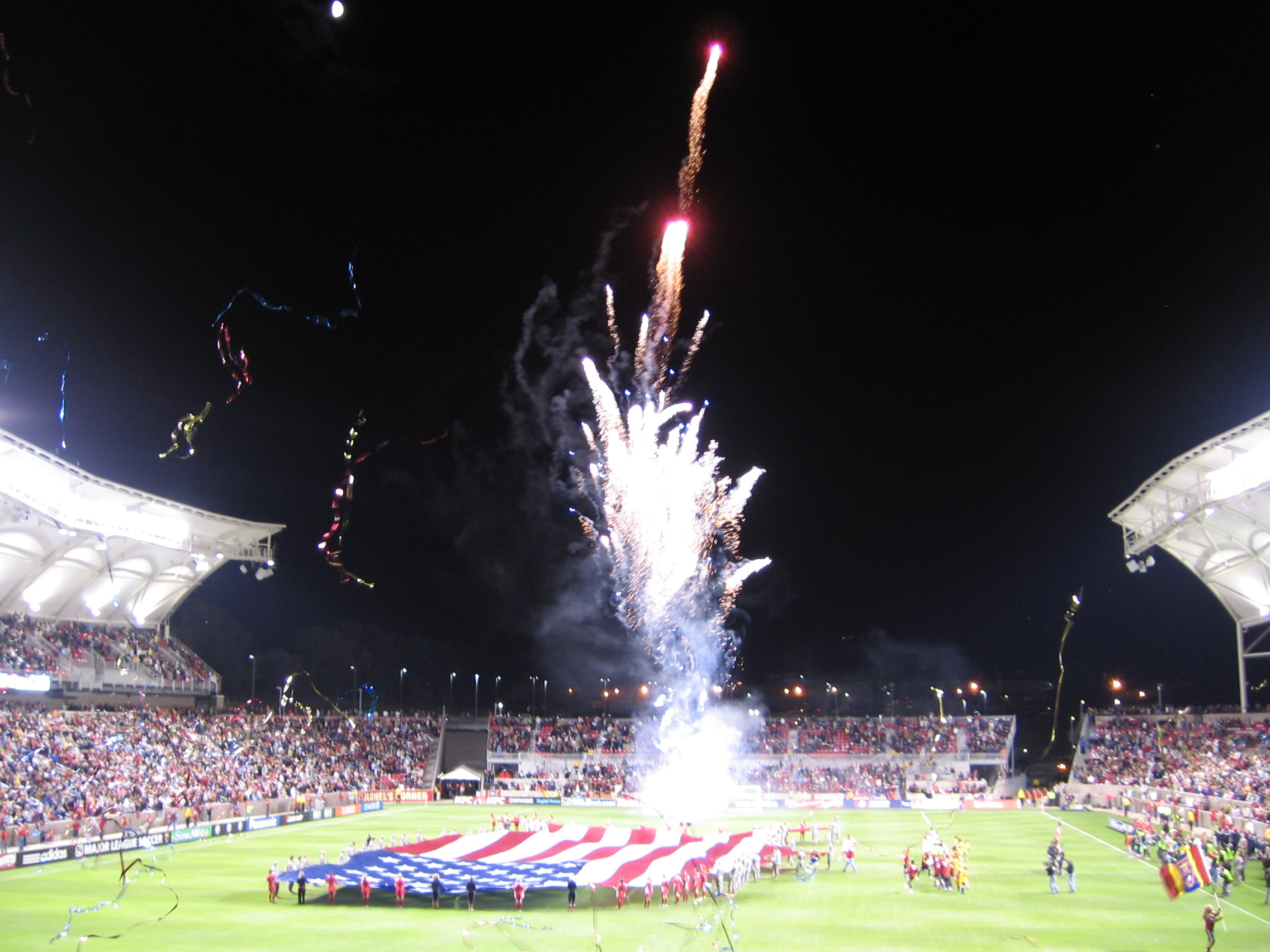
Inauguration.